# 對華裔印度人的囚禁
華裔印度人囚禁（英語：Internment of Chinese Indians）是指1962年中印戰爭期間印度對數千華裔印度人在拉札斯坦邦代奧利(Deoli)的囚禁和拘留。
1962年中印戰爭爆發，印度政府出於國安理由通過《國防法》（Defence of India Act 1962），授權政府於同年開始可以不經法律程序「逮捕和拘留任何（懷疑）有敵對出身的人」。 在此《國防法》下，所有持有華人血統、姓名、或樣貌近似華人的人都有被捕的可能。此時被捕的華裔印度人雖然有華裔血脈，卻已經在印度定居了好幾代。有一些是十八至十九世紀從中國移居印度的華人後裔。
據估計, 印度有多達2萬至4萬華人被逼遷徙, 數以千計的華人被抓。當中大約7500人獲准離開印度，前往西方國家如澳洲、英國、加拿大、美國,以及香港、日本等東亞地方。同時, 其他財力不足或不自願離開的華人被印度政府進行長期拘留，很多被押送到印度西北部拉賈斯坦邦的代奧利拘留營（Deoli Internment Camp）。在1962年至1967年期間，有3000多名華人被關押在此集中营或印度其他地方，當中六成被關押的華裔為老人及兒童。受害人被拘留的時間不一，有些被拘禁長達四年。
中印戰爭後，被拘禁、驅逐或者遷移至外地的印度華人就此事向印度政府進行公開抗議。 1998年，印度華人被允許恢復印度國籍，然而印度政府至2010年代尚未就該事件給予受害印度華人一個正式的道歉，或向受到影響的華裔印度公民作出賠償。